# Regina East (circonscription saskatchewanaise)
Pour les articles homonymes, voir Regina (homonymie).
Circonscription électorale provinciale du Canada
Regina East est une ancienne circonscription électorale provinciale de la Saskatchewan au Canada. Elle est représentée à l'Assemblée législative de la Saskatchewan de 1964 à 1967.
Issue de la circonscription de Regina City qui était représentée par quatre députés, Regina East et Regina West étaient chacune représentée par deux députés.

## Liste des députés
| Parlement                            | Années                               | Député                               | Député                               | Parti                                |
| Regina East                          | Regina East                          | Regina East                          | Regina East                          | Regina East                          |
| Circonscription issue de Regina City | Circonscription issue de Regina City | Circonscription issue de Regina City | Circonscription issue de Regina City | Circonscription issue de Regina City |
| ------------------------------------ | ------------------------------------ | ------------------------------------ | ------------------------------------ | ------------------------------------ |
| 15e                                  | 1964–1967                            |                                      | Henry Harold Peter Baker             | CCF                                  |
| 15e                                  | 1964–1967                            | Walter Smishek (en)                  |                                      | CCF                                  |